# Berlin Hauptbahnhof
Berlin Hauptbahnhof (Berlin Hbf) – główny dworzec kolejowy Berlina, położony w centrum tzw. „grzyba kolejowego”, zlokalizowany na miejscu historycznego dworca Berlin Lehrter Bahnhof, w dzielnicy Moabit, w okręgu administracyjnym Mitte. Dworzec jest jednym z czterech berlińskich stacji posiadających kategorię 1 (pozostałe to Berlin-Gesundbrunnen, Berlin Südkreuz oraz Berlin Ostbahnhof), a jego operatorem jest DB Station&Service, spółka zależna Deutsche Bahn.
Uroczystość otwarcia dworca odbyła się 26 maja 2006, a do ruchu pasażerskiego został włączony dwa dni później. Peron metra na obecnej linii U5 otwarto 8 sierpnia 2009.

## Historia

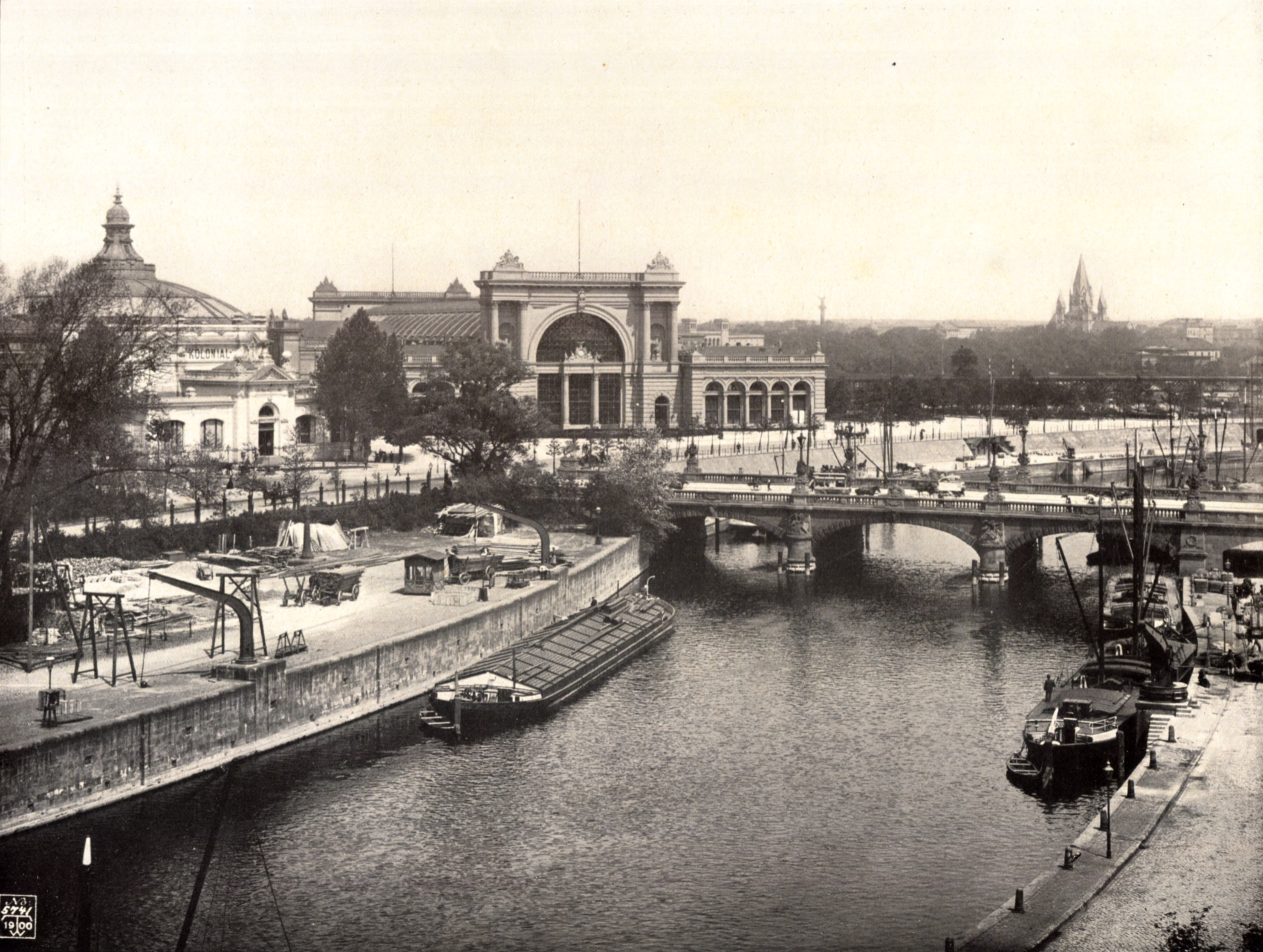
Berlin Lehrter Bahnhof (około 1900)

Pierwszy dworzec, Berlin Lehrter Bahnhof, został zbudowany w tym miejscu w latach 1868–1871 przez Magdeburg-Halberstädter Eisenbahn-Actiengesellschaft jako dworzec czołowy kończący 239-kilometrową Kolej Lehrte, która łączyła Berlin z Hanowerem. Nazwa dworca oraz linii kolejowej z przyczyn politycznych pochodziły od miejscowości Lehrte koło Hanoweru, ostatniej stacji położonej w Prusach. Dworzec powstał w stylu neorenesansowym według projektów architektów Alfreda Lenta, Bertolda Scholza i Gottlieba Henriego Lapierre’a przy nabrzeżu Humboldthafen. Hala dworcowa miała 188 m długości i 38 m szerokości i mieściła początkowo pięć, później zaś cztery tory (tor manewrowy zlikwidowano około roku 1900). Główna elewacja skierowana była na południe, tory wybiegały w kierunku północnym.
15 maja 1882 otwarto w pobliżu kolejny dworzec, należący do berlińskiej Stadtbahn (kolei estakadowej). Dwutorowa stacja lokalna była położona na wiadukcie nad torami dojazdowymi Lehrter Bahnhof, poprzecznie do niego, w kierunku równoleżnikowym. Dworzec otrzymał nazwę Berlin Lehrter Stadtbahnhof (Miejski Dworzec Lehrte). W 1886 Kolej Lehrte została upaństwowiona, a wraz z nią dworzec dalekobieżny.
W czasie II wojny światowej dworzec dalekobieżny został silnie uszkodzony, krótko po wojnie odjeżdżały jednak z niego pociągi. 28 sierpnia 1951 położony na skraju Berlina Zachodniego dworzec ostatecznie zamknięto, zaś 9 lipca 1957 rozpoczęto roboty rozbiórkowe. 22 kwietnia 1958 główny portal został wysadzony w powietrze. Materiał rozbiórkowy został wykorzystany przy odbudowie miasta. Zabytkowy Miejski Dworzec Lehrte został w 1987 z okazji uroczystości 750-lecia Berlina odnowiony kosztem 10 milionów marek. Latem 2002, z uwagi na budowę nowego dworca, został jednak wykreślony z listy zabytków i rozpoczęto roboty rozbiórkowe.

## Obecny dworzec

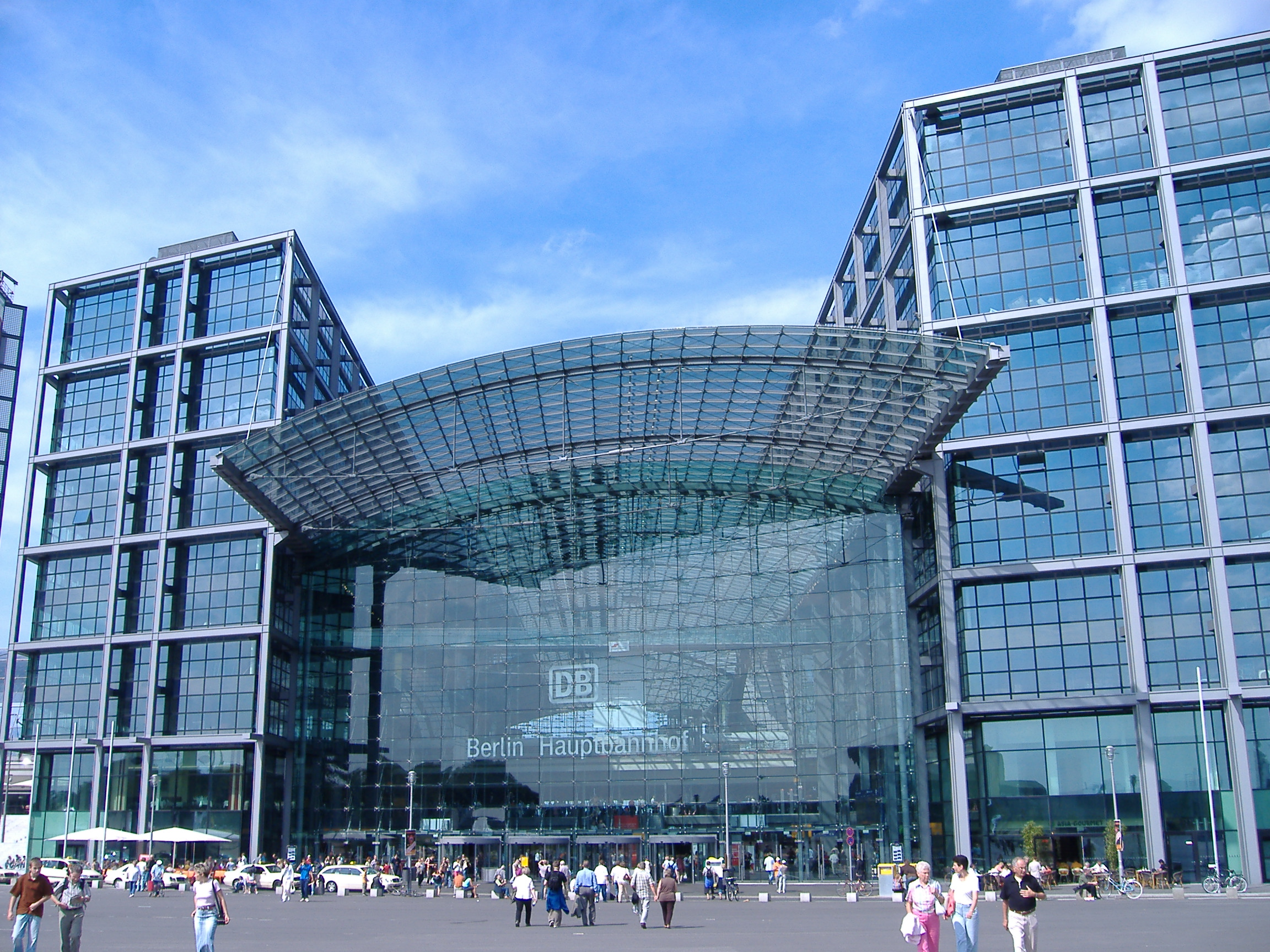
Jedno z dwóch głównych wejść

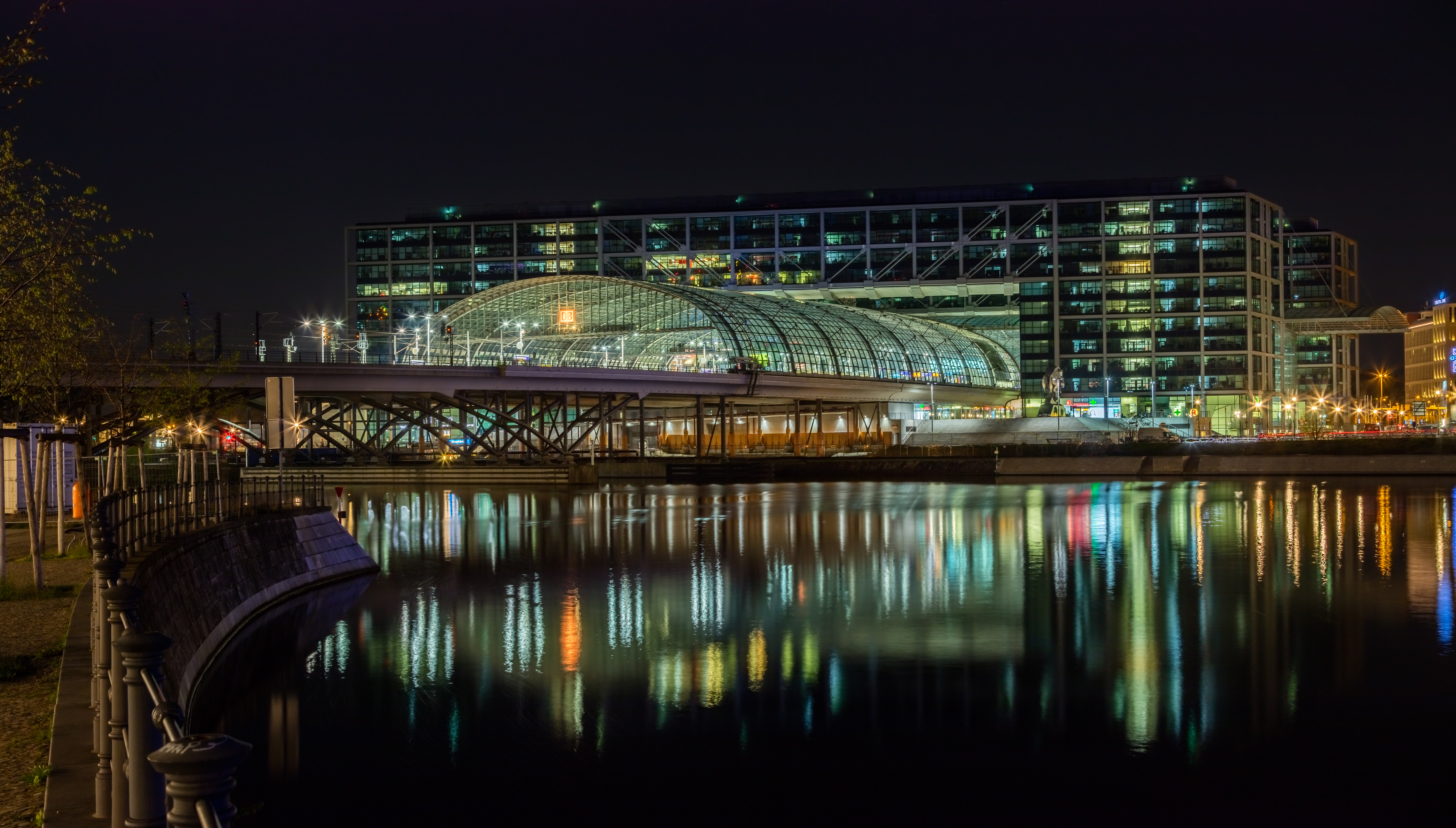
Budynek dworca nocą

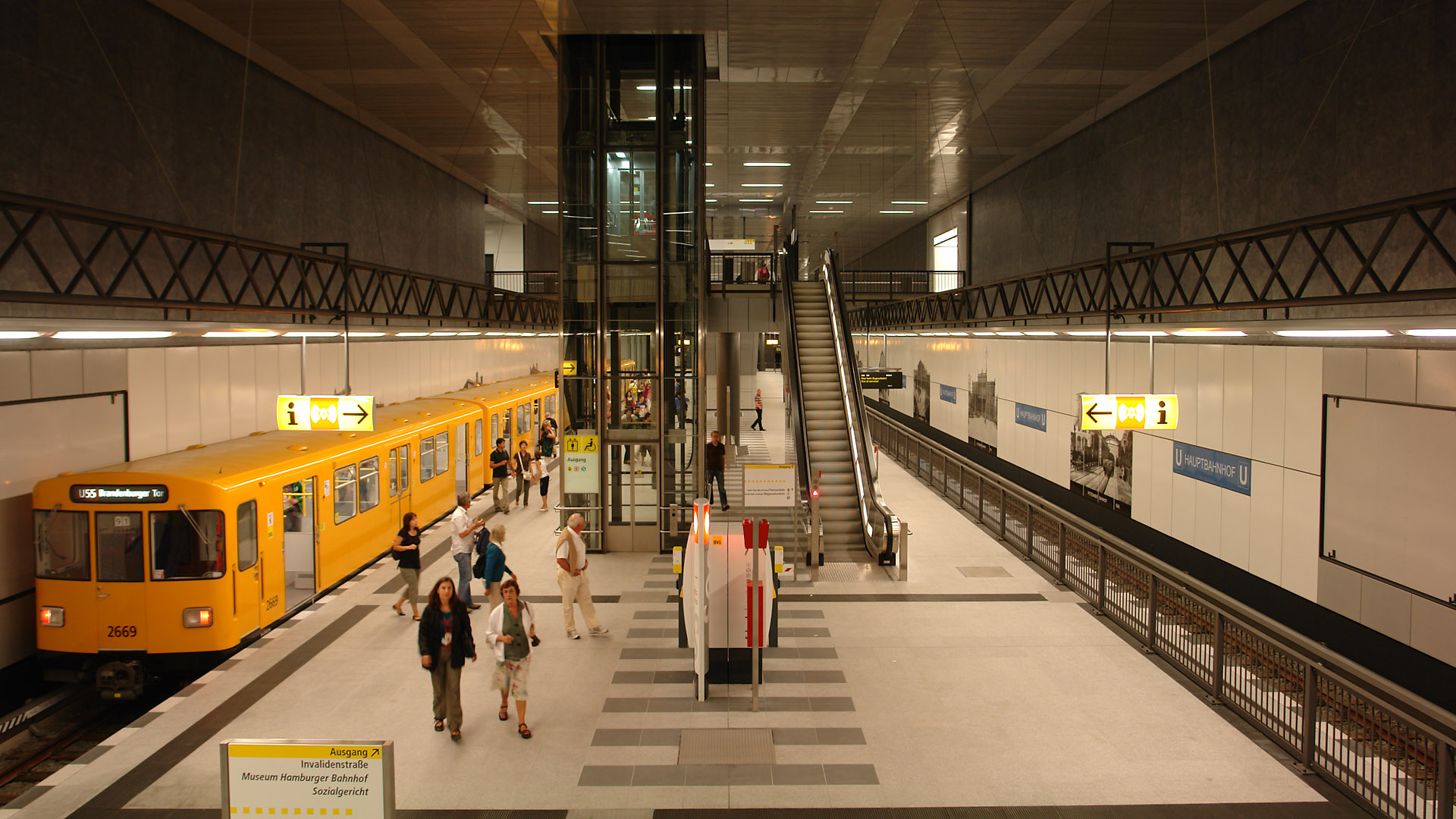
Peron metra

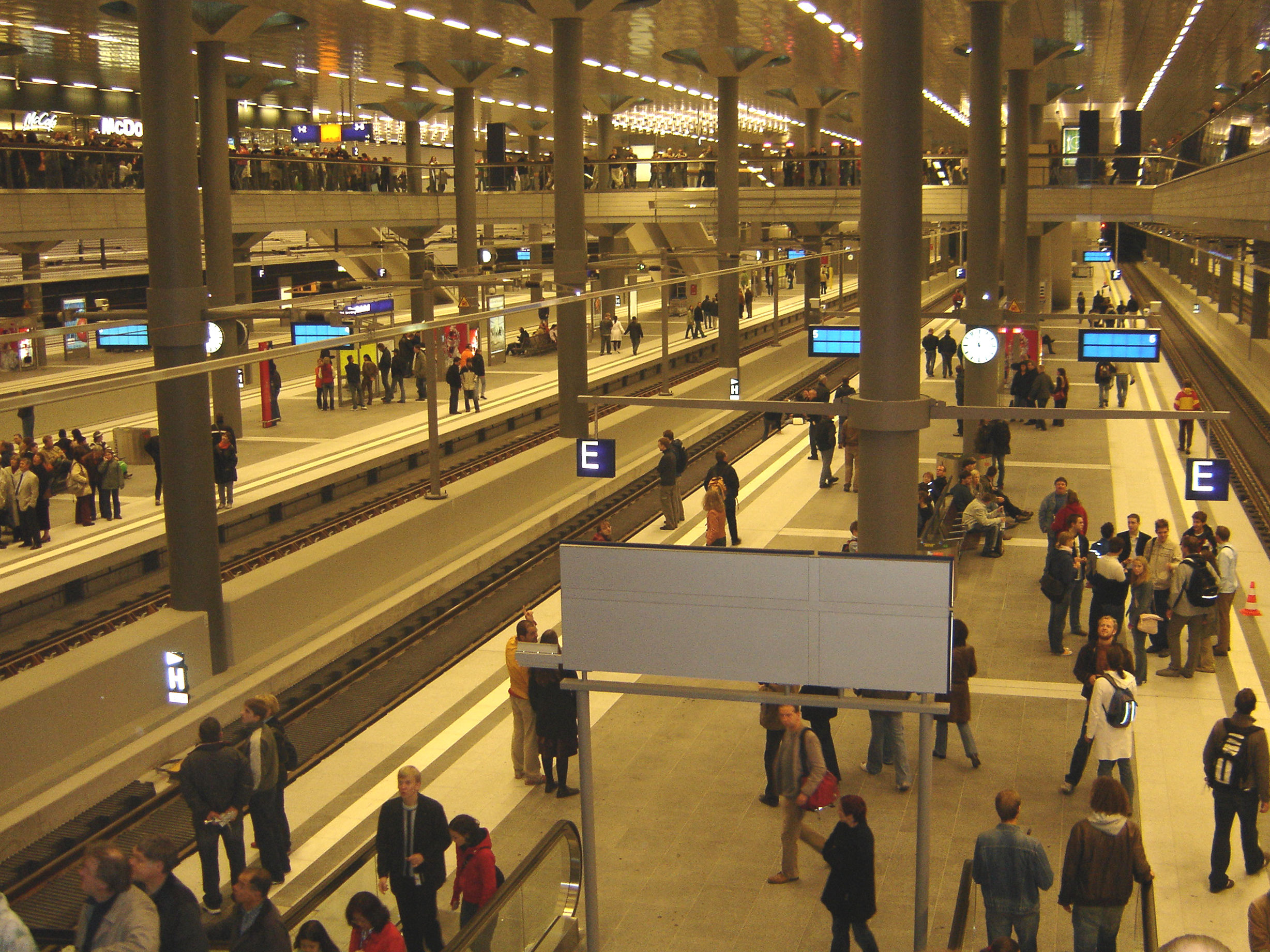
Perony podziemne na poziomie -1

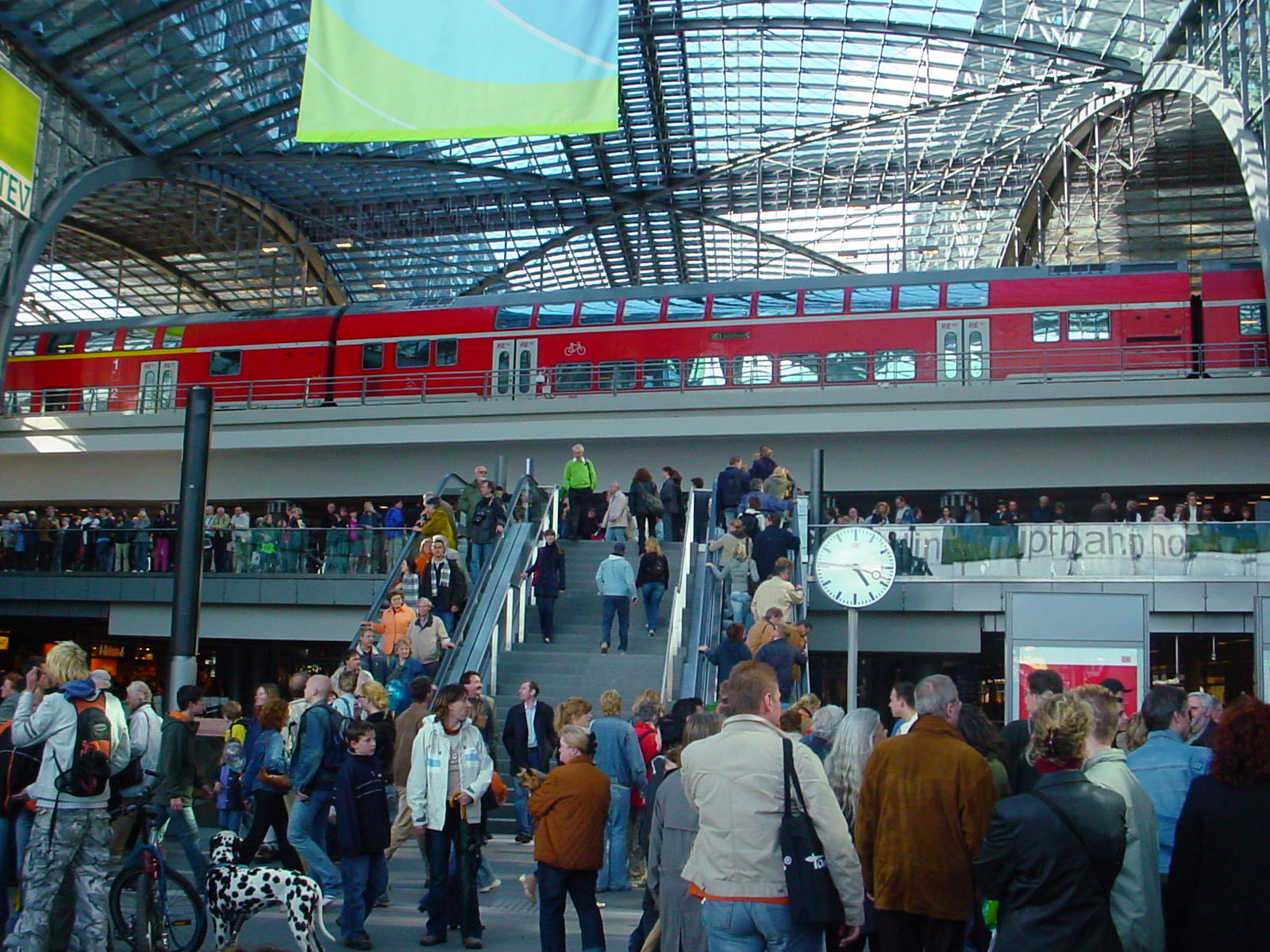
Perony na poziomie +1

Współczesny dworzec, zaprojektowany przez Meinharda von Gerkana z firmy Gerkan, Marg und Partner, jest największym dworcem o formie wieżowej na świecie. Został zlokalizowany na przecięciu istniejącej czterotorowej linii wiaduktowej w kierunku wschód-zachód z nową, również czterotorową linią położoną w tunelu w kierunku północ-południe. Na linii nadziemnej zbudowano trzy perony (z sześcioma krawędziami), z czego jeden przeznaczony jest dla S-Bahn, a dwa pozostałe przystosowane do ruchu ICE; podziemna linia posiada cztery perony (z ośmioma krawędziami), wszystkie dostępne dla ICE. Ponadto w podziemiu, równolegle do peronów kolejowych, zlokalizowano stację linii metra U5. Trwa budowa nowej linii S-Bahn północ-południe, która połączy Hauptbahnhof z dworcami Gesundbrunnen, Potsdamer Platz i Südkreuz. W tej chwili przez dworzec przebiega tylko linia wschód-zachód (Stadtbahn), co znacząco zmniejsza skalę jego integracji z siecią komunikacji miejskiej Berlina.
Nadziemne perony przykryte są szklanym, łukowym dachem, opartym na konstrukcji złożonej ze stalowych łuków i cięgien. Dach ten przecina się z równie wysokim przekryciem hali dworca, zbudowanej w kierunku północ-południe i flankowanej z obu boków przez przerzucone mostowo nad torami biurowce. Na poziomach pośrednich dworca, m.in. podziemnej antresoli, znajdują się liczne lokale handlowo-usługowe.
Podczas uroczystości otwarcia dworca zdarzył się incydent – nietrzeźwy szesnastolatek ranił nożem 41 osób; jedna z pierwszych poszkodowanych osób była zakażona wirusem HIV.
18 stycznia 2007 roku budynek dworca został uszkodzony przez wichurę spowodowaną przez przetaczający się nad Europą Orkan Kyrill. Dwutonowy element dekoracyjny elewacji, który spoczywał jedynie własnym ciężarem na elementach konstrukcji (bez zamocowania), spadł na schody przed dworcem, jednak obeszło się bez ofiar. Budynek dworca został ewakuowany. W ciągu następnych dwóch tygodni wszelkie elementy tego typu zamocowano połączeniami śrubowymi.

## Kontrowersje

### Nazwa dworca
Ostateczna nazwa dworca długo nie była znana. W początkowych planach używano dotychczasowej, tradycyjnej nazwy starego, wyburzonego dworca Berlin Lehrter Bahnhof, natomiast z drugiej strony, pragnąc podkreślić jego znaczenie, zarząd kolei postanowił nadać mu nazwę Berlin Hauptbahnhof lub Zentral-Bahnhof.
Ze względu na protesty ludności miasta, latem 2002 berliński senator do spraw rozbudowy miasta i komunikacji Peter Strieder oraz prezes zarządu Deutsche Bahn Hartmut Mehdorn zorganizowali sondaż. Pośród trzech możliwości (Hauptbahnhof, Lehrter Bahnhof i Zentralbahnhof) 70% osób z grupy 7860 ankietowanych opowiedziało się za zachowaniem tradycyjnej nazwy. Mimo to rząd kraju związkowego Berlin oraz zarząd kolei, ignorując wolę berlińczyków, zdecydowały, że dworzec będzie się nazywał Berlin Hauptbahnhof – Lehrter Bahnhof i takie szyldy umieszczono wkrótce na czynnym już peronie kolei miejskiej.
Wiosną 2005 poinformowano, że wbrew wynikom sondażu przy otwarciu 26 maja 2006 nazwa dworca będzie brzmiała Berlin Hauptbahnhof.

### Zmiany w projekcie

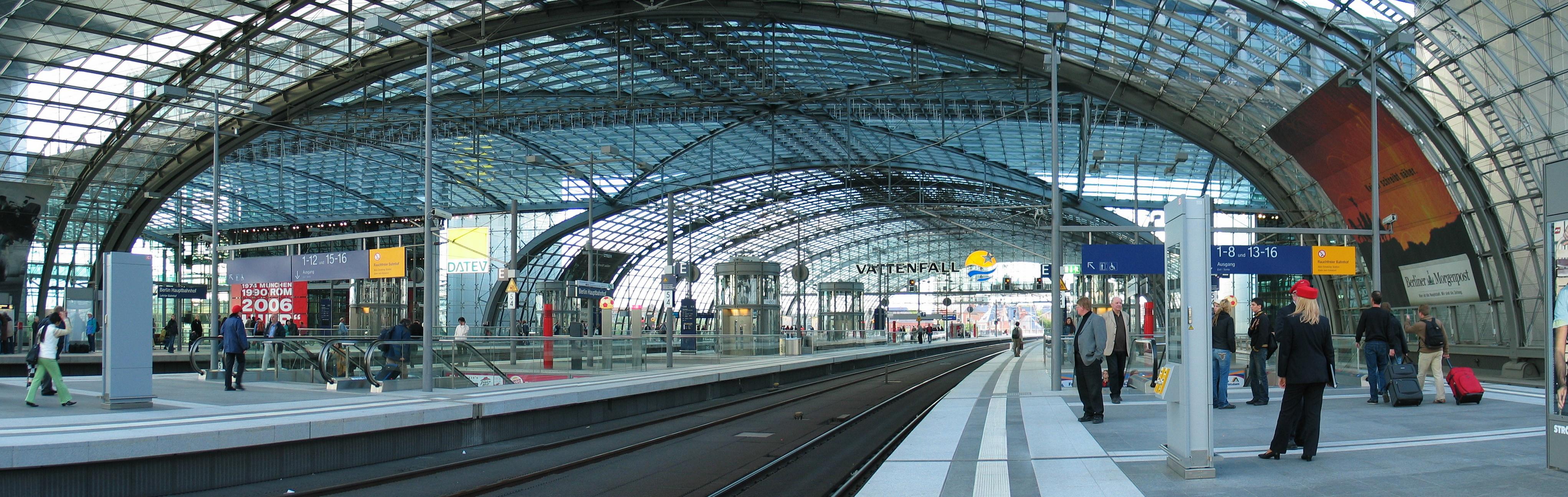
Szklany dach nad peronem

W celu skrócenia czasu budowy i zmniejszenia kosztów pod koniec realizacji zrezygnowano z montażu ok. 1/4 szklanego dachu peronów nadziemnych (110 z 430 m długości). Następnie zdecydowano, że w podziemiu, zamiast planowanych przypominających sklepienia skomplikowanych form rozpraszających padające z góry światło, wykonany zostanie typowy, płaski, kasetonowy strop podwieszony. Zmiany w projekcie zostały dokonane przez biuro inwestycyjne niemieckiej kolei bez zgody i wiedzy architekta, Meinharda von Gerkana. Architektowi zakazano również wygłoszenia tradycyjnej mowy na uroczystości otwarcia dworca.
Gerkan wniósł wobec tego w październiku 2005 skargę przed 16. izbą sądu okręgowego w Berlinie (nr akt: 16 O 240/05). Architekt utrzymywał, że zmiana spowodowana była umotywowaną względami osobistymi decyzją szefa kolei Mehdorna, zaś przerobienie projektu kosztowało w istocie więcej, niż wykonanie go w wersji pierwotnej. 28 listopada 2006 wydano bezprecedensowy w Niemczech wyrok w sprawie o naruszenie praw autorskich architekta, przyznając rację Gerkanowi. Przewodniczący składu sędziowskiego określił wbudowanie płaskiego stropu w podziemiu dworca jako „poważne zniekształcenie” dzieła architektonicznego podkreślając, że zmiana na pierwotnie planowany strop jest w dalszym ciągu możliwa. Przedstawiciele Deutsche Bahn określili koszty takich zmian na 40 milionów euro i zapowiedzieli apelację.

### Zmiany w ruchu dalekobieżnym
Wraz z otwarciem nowego dworca, położonego daleko od gęstej zabudowy śródmiejskiej, zamknięto dla ruchu dalekobieżnego (z wyłączeniem przewoźników prywatnych) Dworzec Zoo w śródmieściu Charlottenburga. Duża część pociągów wjeżdżających do Berlina od zachodu będzie przejeżdżać przez ten dworzec, jednak bez zatrzymania.
Oficjalna informacja kolei mówi, że oszczędza się w ten sposób cztery minuty. Krytycy podkreślają, że dla osób udających się do dawnego centrum Berlina Zachodniego podróż będzie trwała około 15–20 minut dłużej ze względu na przesiadkę na kolej miejską i powrót do Dworca Zoo. Istnieją przypuszczenia, że kolej zamierza poprzez koncentrację ruchu na Dworcu Głównym przyczynić się do polepszenia stopnia wynajęcia zbudowanych tam olbrzymich powierzchni sklepowych, a także pozbyć się ciążącego na wizerunku (w oczach osób spoza Berlina) Dworca Zoo.